# Randolph M. Siverson
Randolph M. Siverson (* 1940) ist ein US-amerikanischer Politikwissenschaftler und emeritierter Professor an der University of California, Davis. Sein Fachgebiet sind die Internationalen Beziehungen. 1995 amtierte er als Präsident der Peace Science Society (International).
Siverson machte seinen Bachelor-Abschluss 1962 und das Master-Examen 1965 am San Francisco State College und wurde 1969 an der Stanford University zum Ph.D. promoviert.

## Schriften (Auswahl)
- Als Herausgeber: Strategic politicians, institutions, and foreign policy. University of Michigan Press, Ann Arbor 1998, ISBN 0472108425.
- Mit Harvey Starr: The diffusion of war. A study of opportunity and willingness. University of Michigan Press, Ann Arbor 1991, ISBN 0472102478.
- Herausgeber mit Ole R. Holsti und Alexander L. George: Change in the international system. Westview Press, Boulder 1980, ISBN 0891588469.